# Alte Kirche Weidenhausen

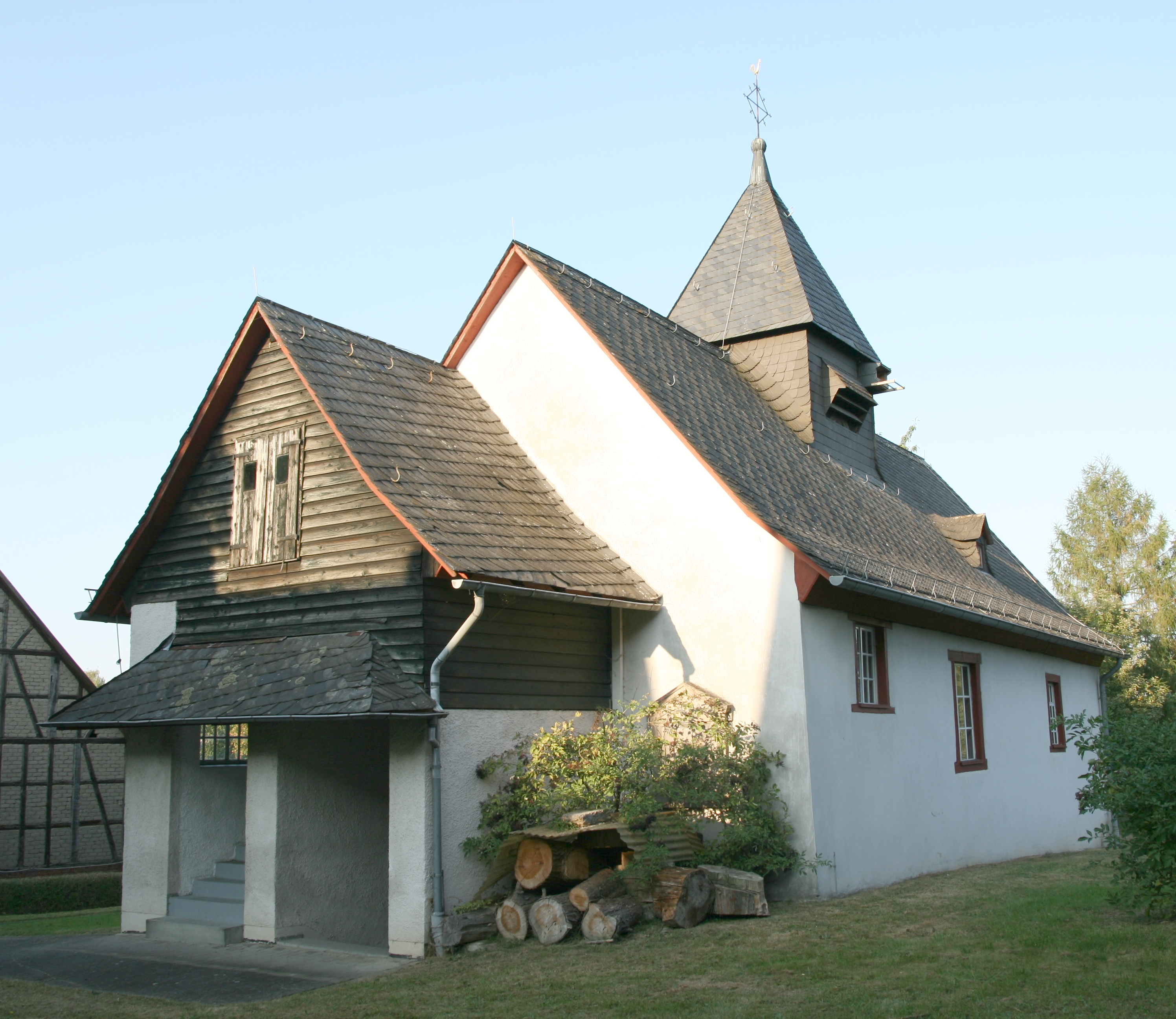
Kirche von Südwesten

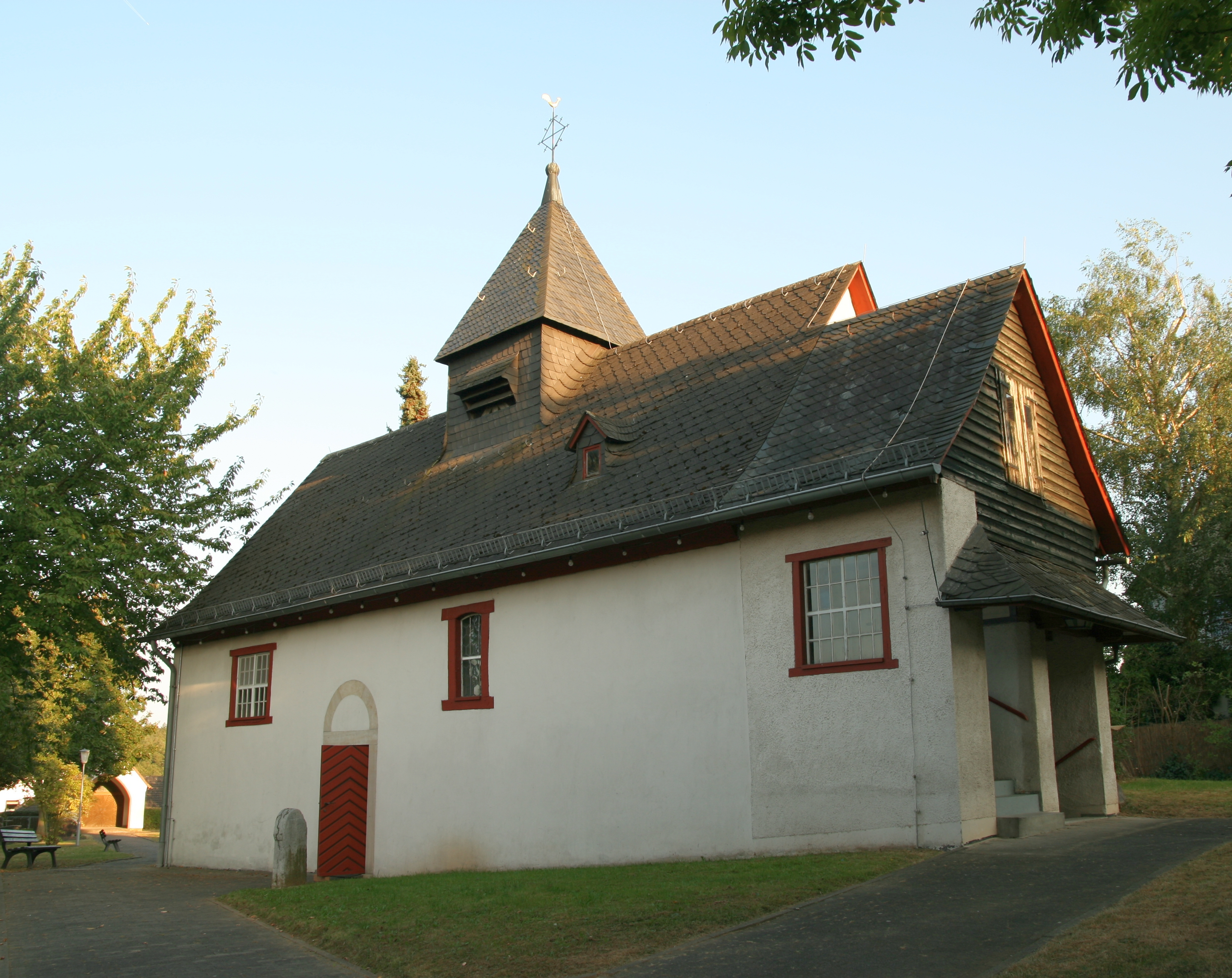
Blick von Nordwesten

Die Alte Kirche in Weidenhausen, einem Ortsteil von Hüttenberg im Lahn-Dill-Kreis (Mittelhessen), ist die evangelische Kirche des Ortes. Die mittelalterliche Saalkirche mit Dachreiter ist aus geschichtlichen, künstlerischen und städtebaulichen Gründen hessisches Kulturdenkmal.

## Geschichte
Über die Anfänge der Kirche ist bisher nichts bekannt; vermutet wird ein mittelalterlicher Ursprung. Weidenhausen war im Spätmittelalter nach Volpertshausen eingepfarrt. Die Pfarrei gehörte zum Archipresbyterat Wetzlar des Archidiakonats St. Lubentius Dietkirchen im Bistum Trier.
Mit Einführung der Reformation wechselte Weidenhausen vermutlich um 1540 zum evangelischen Bekenntnis. Im Jahr 1706 wurde die Kirche umgebaut und erneuert, was durch das Vermächtnis zweier kinderlos verstorbener Einwohner ermöglicht wurde.
Im Jahr 1922 wurde die Kirche elektrifiziert, 1923 schaffte die Gemeinde eine gebrauchte Orgel an, die aus dem Lehrerseminar in Wetzlar übernommen wurde. Im selben Jahr erhielt die Kirche einen Ofen. Nachdem seit 230 Jahren keine größeren Renovierungen vorgenommen worden waren, war das Dach undicht geworden und Wand- und Deckenputz lösten sich. Zudem war das Kirchengestühl abgängig. Ab 1936 bemühte sich der Weidenhäuser Bürgermeister um einen staatlichen Zuschuss für eine umfassende Sanierung; die Baulast lag bei der bürgerlichen Gemeinde. Die Renovierungsmaßnahmen vom 17. November 1947 bis zum 22. August 1948 umfassten die Erneuerung des Gestühls und der Emporen sowie des Fußbodens aus Ziegelstein. Der westliche Eingangsvorbau entstand im Jahr 1949.
Nach der Einweihung der neuen evangelischen Kirche am 19. Dezember 1965 wurde die Alte Kirche nicht mehr gottesdienstlich genutzt.
Das Dach samt Dachreiter wurde 1981 in einem ersten Bauabschnitt vollständig erneuert. Durch eine neue Konstruktion der Glockenstube werden seitdem die Schwingungen nicht mehr unmittelbar auf den Dachstuhl übertragen. In einem zweiten Bauabschnitt ab 1982 wurden eine Ringdrainage gelegt, der Außenputz erneuert, die Orgel ausgebaut, ein Teil des Inventars eingebaut, das Deckengebälk geschützt und 1985 in die nördliche Nische ein Portal eingebrochen. Die Kirche diente ihn den Folgejahren als Abstellraum, da kein Nutzungskonzept vorlag.
Der weitere Innenausbau von 2002 bis 2003 wurde durch die Gründung eines Förder- und Freundeskreises initiiert. Nach der Entrümpelung der Kirche und der Auslagerung der Inventarstücke wurden der Innenputz erneuert, die Decke ausgebaut und samt Unterzug um 0,36 Meter angehoben, ein neuer Altar errichtet, Wandlampen installiert, die Fenster saniert, Holzschäden beseitigt und Lehmputzarbeiten durchgeführt.
Seit der Renovierung wird das Gebäude wieder kirchlich genutzt. Die Kirchen in Volpertshausen, Vollnkirchen und Weidenhausen fusionierten 2015 zu einer gemeinsamen Gemeinde. Diese ist pfarramtlich verbunden mit der Gemeinde Reiskirchen/Niederwetz und gehört zum Evangelischen Kirchenkreis an Lahn und Dill in der Evangelischen Kirche im Rheinland.

## Architektur

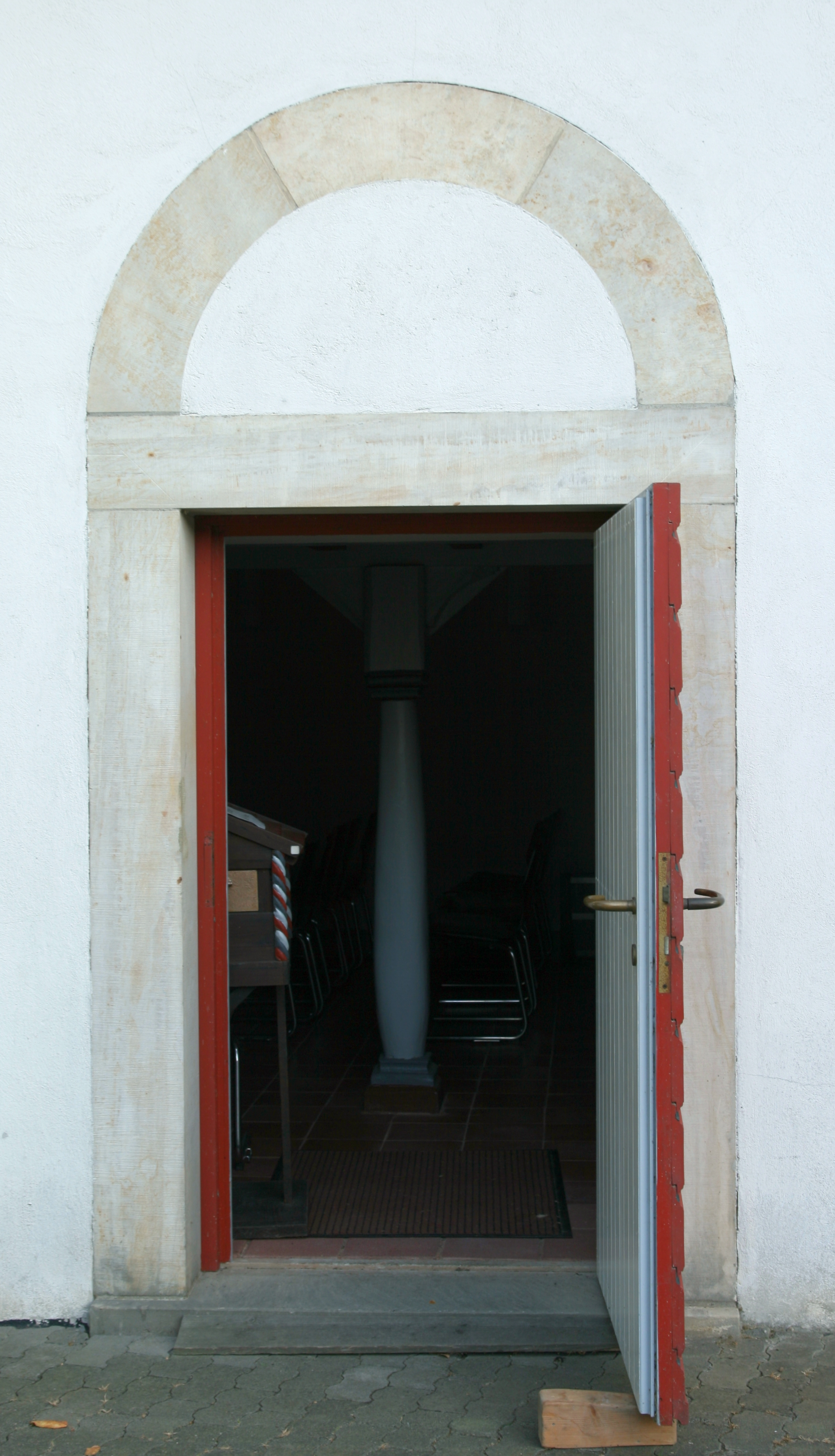
Nordportal von 1985

Die weiß verputzte, annähernd geostete Saalkirche ist im Ortszentrum östlich der Straßenbebauung aus Bruchsteinmauerwerk errichtet.
Dem verschieferten Satteldach ist mittig ein gedrungener, vierseitiger Dachreiter aufgesetzt, der vollständig verschiefert ist. Über dem kubusförmigen Schaft mit Schallöffnungen erhebt sich ein Pyramidendach, das von einem kleinen Turmknauf, einem verzierten Kreuz und einem vergoldeten Wetterhahn bekrönt wird.
Der westliche Vorbau von 1949 ist nicht mittig errichtet, sondern schließt mit der Nordwand des Schiffs ab und ist im Süden eingezogen. Er dient als Windfang und hat unter einem verschieferten Vordach zwei Öffnungen. Die rechte führt einige Stufen zum alten Westeingang hinab und die linke einige Stufen zur Empore hinauf. Der Vorbau gewährt zudem Zugang zum Dachboden. Im Norden ist ein viereckiges Fenster eingelassen. Der untere Teil des Vorbaus ist aufgemauert, der obere Teil teils in Holz ausgeführt.
Die Kirche wird durch das tief gelegene Westportal und durch das 1985 geschaffene, ebenerdige Nordportal erschlossen. Das Gewände ist im romanisierenden Stil aus hellem Stein und geradem Sturz, über dem ein Rundbogen angebracht ist, gestaltet. Vor dem Nordportal ist ein rundbogiger grauer Grabstein des 18. Jahrhunderts aufgestellt, der an den Schultheiß Johann Caspar Schäf(f)er (1659–1750) erinnert, der mit 90 Jahren verstarb. Unterschiedlich große Rechteckfenster mit rot bemalten Holzgewänden belichten die Kirche, im Norden zwei, im Osten eins und im Süden drei Fenster.

## Ausstattung

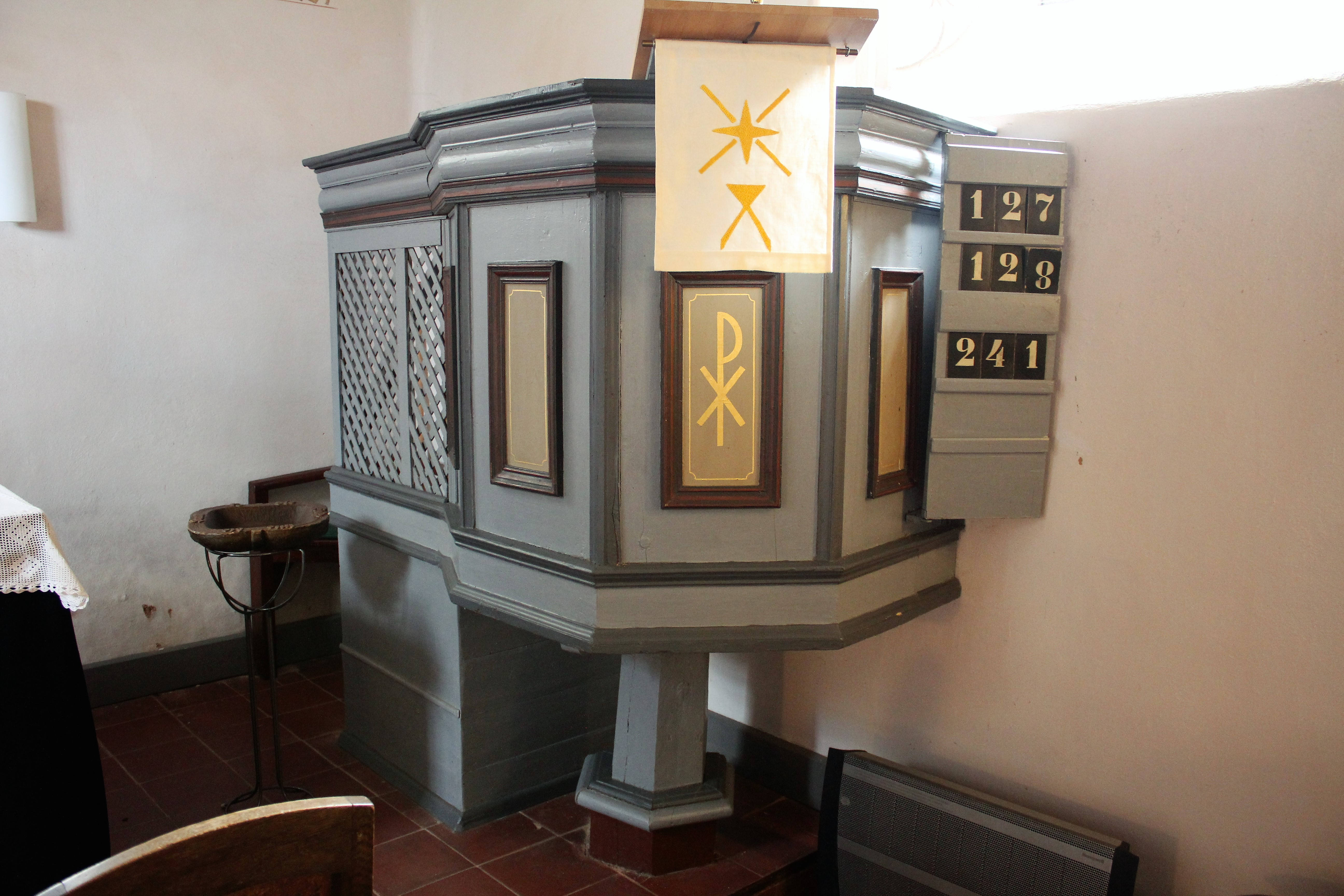
Kanzel von 1706

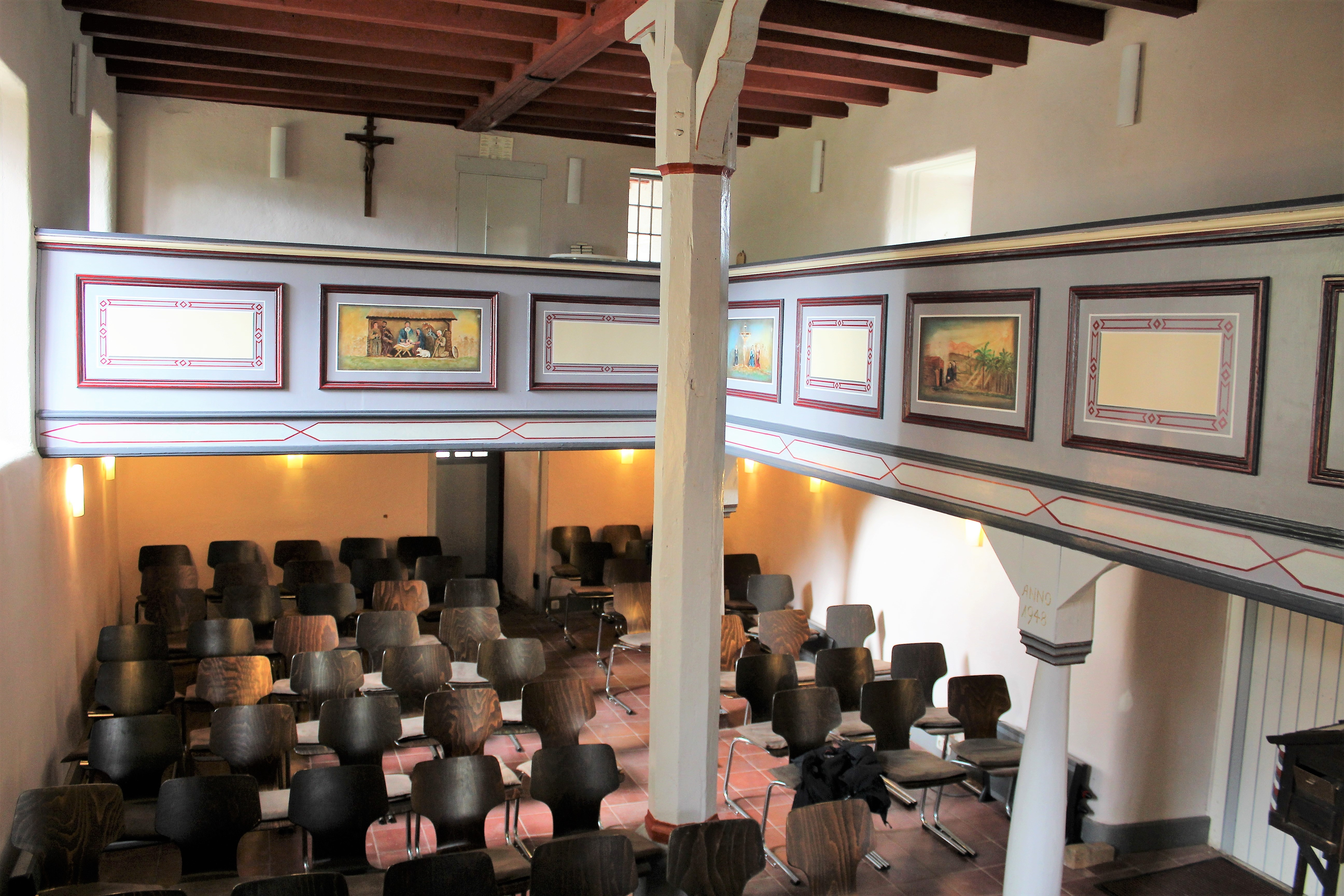
Blick auf die Emporen

Der flachgedeckte Innenraum wird von einer Balkendecke abgeschlossen, die auf einem Längsunterzug ruht, der von einem achtseitigen Pfosten mit Bügen gestützt wird. Zur hölzernen Kirchenausstattung gehört die im Nordwesten eingebaute Winkelempore auf gebauchten Säulen. Das östliche Kapitell ist mit der Jahreszahl „ANNO 1706“ bezeichnet, das mittlere mit „ANNO 1948“ und die westliche mit „ANNO 2003“, wodurch an die Umbauten in diesen drei Jahren erinnert wird. Die Empore hat kassettierte Füllungen, von denen jede zweite ein Gemälde mit einer neutestamentlichen Szene zeigt: Geburt Christi, Kreuzigung, Auferstehung, Pfingsten. Die Empore ist nur über dem westlichen Vorbau zugänglich, der einige Stufen hinaufführt. Die Laibungen der Fenster im Osten und Süden sind innen mit Rankenwerk bemalt. Rechts vom Ostfenster ist als Inschrift die erste Bitte aus dem Vaterunser zu lesen: „Geheiligt werde Dein Name!“.
Die polygonale Kanzel datiert von 1706. Der Kanzelkorb auf einem sechsseitigen Fuß hat hochrechteckige kassettierte Füllungen an den Kanzelfeldern, auf dem vorderen Feld ist in goldenen Buchstaben das Christusmonogramm angebracht. Der Kanzelaufgang in der Südostecke ist hinter vergittertem Rautenwerk verborgen und führt den oberen profilierten Gesimskranz des Kanzelkorbs fort.
Erhalten ist ein hölzernes Vortragekreuz, das mit dem Jahr 1688 bezeichnet ist. Als Altar dient ein einfacher Holztisch mit einem schlichten Altarkreuz ohne Kruzifix. An der Südwand ist ein großes hölzernes Kreuz angebracht, das von den griechischen Buchstaben Alpha und Omega flankiert wird. Ein mittelgroßes Kruzifix hängt an der Westwand unter der Balkendecke. Als Kirchengestühl dienen bewegliche Einzelstühle. In der Nordostecke ist eine elektronische Orgel aufgestellt, die gestiftet wurde.

## Geläut

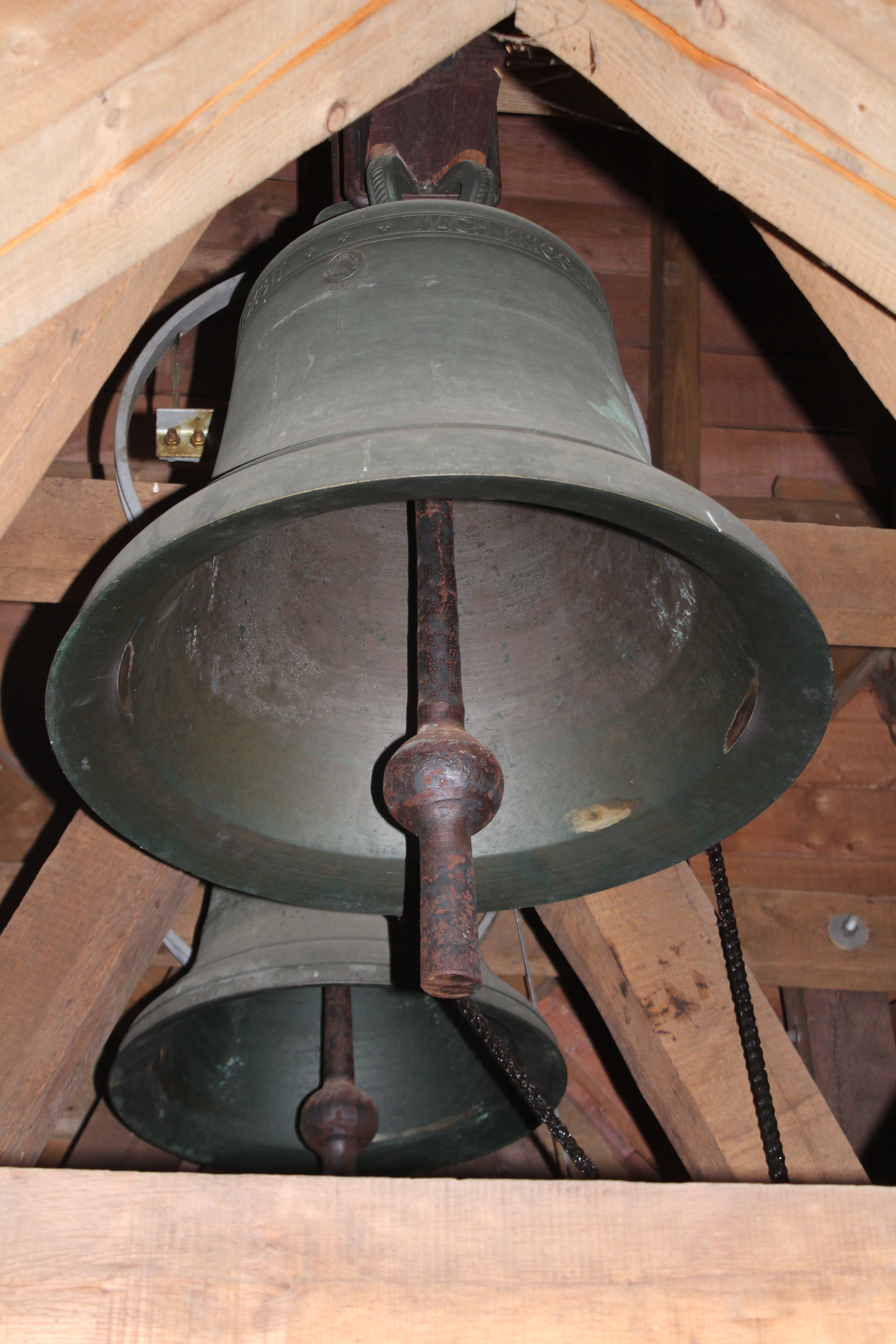
Glocken im Dachreiter

Im Jahr 1595 wurde eine Glocke von Hans Kerle aus Frankfurt gegossen, eine zweite im Jahr 1723. Eine gesprungene Glocke wurde 1888 von Rincker in Sinn umgegossen. Nachdem 1917 die kleine Glocke für Rüstungszwecke abgeliefert worden war, lieferte die Firma Rincker im Jahr 1923 zwei neue Bronzeglocken, von denen die größere 1942 abgeliefert werden musste. Als Ersatz schaffte die Gemeinde 1953 eine neue Glocke an.
| Nr. | Gussjahr | Gießer, Gussort     | Masse (kg) | Schlagton | Inschrift                                                          |
| --- | -------- | ------------------- | ---------- | --------- | ------------------------------------------------------------------ |
| 1   | 1953     | Gebr. Rincker, Sinn | 199,5      | d2        | „Nach Krieg und Leid und harter Zeit ruf ich erneut zur Seligkeit“ |
| 2   | 1923     | Rincker, Sinn       | ca. 115    | f2        | „Herr, Gott, du bist uns’re Zuflucht für und für“                  |